# Інкасатор (фільм, 2009)
«Інкасатор» (англ. «Armored») — американський трилер 2009 року, знятий режисером Німродом Анталем.

## Сюжет
До групи охоронців-інкасаторів, які працюють у приватній компанії Eagle Shield, долучається новий співробітник — молодий афроамериканець Тай Гакетт. Його колеги, в обов'язки яких входить перевезення грошей із Федерального резервного банку до місцевих банків, доброзичливо приймають його до свого колективу, а лідер групи Майк Кокрен приділяє особливу увагу та підтримку новачкові. Тай живе зі своїм молодшим братом на ім'я Джиммі, опікуном якого він є. Однак, місцевий банк збирається конфіскувати будинок, в якому живуть брати, за регулярну несплату іпотечних внесків. Майк Кокрэн, дізнавшись про фінансові проблеми новачка, починає поступово натякати Таю, що він і четверо його колег виношують план пограбування двох інкасаторських машин, на яких вони самі ж працюють.
В обумовлений день, два броньовані автомобілі компанії Eagle Shield повинні будуть перевозити 42 мільйони доларів. Майк і його колеги хочуть представити справу так, ніби дорогою до банку на їхні машини напали невідомі грабіжники. Насправді ж вони збираються заїхати на занедбану фабрику і, витягнувши сейфи з машин, забрати собі гроші. Майк пропонує Таю взяти участь у цій афері. Тай спочатку різко відкидає пропозицію Майка взяти участь в імітації пограбування, але грошові проблеми змушують його знехотя погодитися. Однак, Тай висуває одну-єдину умову: під час всієї операції не повинна пролитися нічия кров і ніхто не повинен постраждати. Майк запевняє Тая, що цю умову буде легко дотримано, оскільки ніхто зі сторонніх не братиме участі в справі. «Ми ж усі свої» — каже він.
Спочатку все йде за планом: Під час робочого дня Майк, Тай і четверо їхніх колег заїжджають на двох броньованих машинах на територію занедбаної фабрики, вивантажують сейф із першої машини і, вийнявши всі грошові купюри, ховають їх у ямі. Але, до того, як їм вдається приступити до розвантаження другої машини, вони раптом помічають, що за ними хтось потайки спостерігає з боку. Озброєні інкасатори починають шалене полювання на незнайомця, яким виявляється жалюгідний бездомний бродяга. Наздогнавши бомжа, вони вбивають його. Тай несподівано розуміє, що він влип у кримінальну історію. Вражений убивством, він різко змінює своє ставлення до того, що відбувається, і заявляє Майку, що хоче сповістити про те, що трапилося, поліцію. Майк і його друзі погрожують йому розправою. Тай, знайшовши момент, залазить у другу броньовану машину і замикається в ній зсередини.
У грабіжників залишається лише близько півгодини, щоб виманити його з машини і отримати доступ до грошей. Починаються гарячкові спроби відкрити кузов автомобіля: вони намагаються вибити дверні петлі і шарніри кузова за допомогою клина і кувалди. З кожним ударом кувалди невблаганно наближається страшна розв'язка ситуації. Однак, Таю раптом вдається тимчасово увімкнути сигналізацію автомобіля. Шум сигналізації привертає увагу молодого поліцейського на ім'я Джейк Екхарт, який у цей час снідав у місті. Джейк на поліцейській машині заїжджає на територію фабрики, щоб оглянути її. Його одразу ж помічають зловмисники. Щоб відволікти увагу поліцейського від пограбування, Майк виходить із будівлі і, видаючи себе за фабричного охоронця, каже Джейку, що на території фабрики все спокійно і немає нічого підозрілого. Однак у цей самий момент Таю вдається ще раз увімкнути сигналізацію. Починається стрілянина і грабіжникам вдається важко поранити поліцейського. Вони затягують його всередину будівлі і залишають лежати в калюжі крові.
Через розбіжності, серед грабіжників починаються суперечки і лайка, що тимчасово відволікає їхню увагу від Тая. Скориставшись цим, Тай потайки вилазить з машини і кидає запальну бомбу в яму з вкраденими грошима. Грабіжники намагаються загасити полум'я, а Тай тим часом непомітно затягує Джейка в кузов броньованої машини і надає йому першу медичну допомогу. Тепер у Тая з'являється можливість скористатися поліцейською рацією.
Після того, як Тай все-таки викликав поліцейський патруль, один зі зловмисників привозить на фабрику братика Тая — переляканого підлітка на ім'я Джиммі. Вони погрожують убити Джиммі, якщо Тай не вийде з машини.
Зрештою, після подальших запаморочливих подій, план грабіжників повністю провалюється, а Таю і Джейку вдається врятуватися. Джейк приховує участь Тая в пограбуванні. Керівник інкасаторської служби дякує Таю за проявлену мужність і обіцяє йому щедру матеріальну винагороду.

## У ролях
- Коламбус Шорт — Тай Гаккетт
- Метт Діллон — Майк Кокрен
- Жан Рено — Квін
- Лоренс Фішберн — Бейнс
- Аморі Ноласко — Палмер
- Фред Ворд — Дункан Ешкрофт
- Майло Вентімілья — Екхарт
- Скіт Ульріх — Доббс
- Андре Кінні — Джиммі Гаккетт
- Глен Таранто — Джо
- Нік Джеймсон — бездомний
- Лорна Рейвер — агент із захисту дітей
- Ендрю Фісцелла — диспетчер № 1
- Річі Варга — епізод
- Гаррі Гверрір — епізод
- Рікі Марсіано — епізод
- Роберт Гарві — епізод
- Пол Грейс — епізод
- Джеррі Карбахал — епізод

## Знімальна група
- Режисер — Німрод Антал
- Сценарій — Джеймс В. Сімпсон
- Оператор — Анджей Секула
- Композитор — Джон Мерфі
- Продюсери — Джошуа Донен, Ден Фара, Расселл Голлендер, Трей Айрленд, Дебра Джеймс, Сем Реймі
- Монтаж — Армен Мінасян